# 足立重信

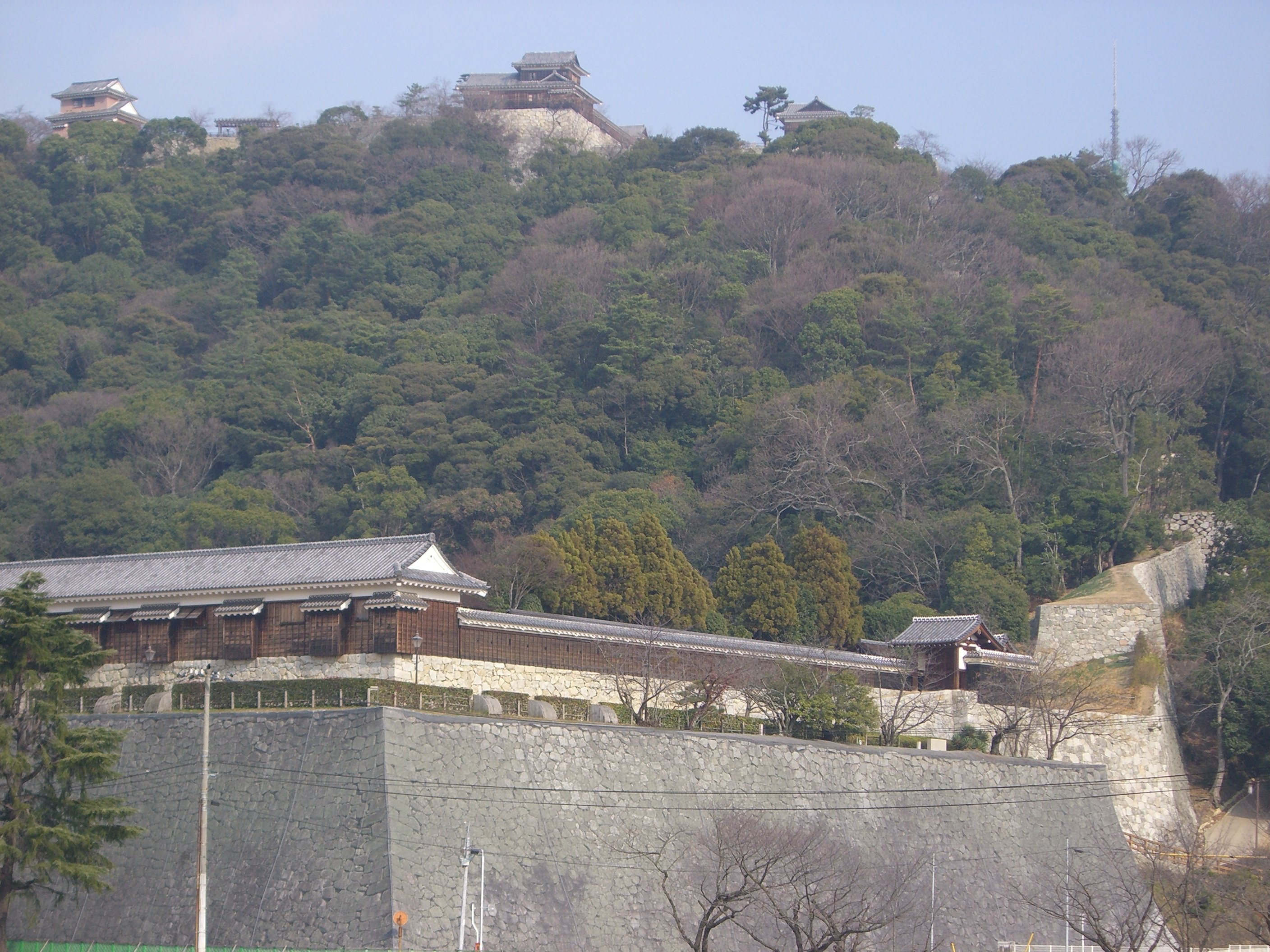
普請奉行として築城に従事した松山城(二之丸と本丸を結ぶ「登り石垣」（右側）)

足立 重信（あだち しげのぶ）は、安土桃山時代から江戸時代前期にかけての武将・伊予松山藩士。加藤嘉明の家臣。

## 生涯
美濃国の出身で、若い頃より加藤嘉明に小姓として仕えた。主君・嘉明の転封に伴い、伊予国正木（松前）城に入った後、文禄・慶長の役に従軍し功を立て、慶長5年（1600年）の関ヶ原の戦いでは、佃十成らと共に主君嘉明の留守居として、毛利氏らの支援を受けて蜂起した河野氏の旧臣らの軍勢を撃退する（三津浜夜襲）。これら戦功によって家老に任ぜられ、5000石の所領を与えられた。
その後は、主に領内開発に奉行として従事し、中でも暴れ川として有名だった伊予川の灌漑工事では下流に新たな流路12キロに渡って開削し堤防を築いて大改修を行い、流域に広大な耕作地を生み出した。さらに松山城の南麓を流れる湯山川（現在の石手川）の流路を変更して伊予川と合流させ、旧流路を城の堀として活用する等、堅固な築堤と水制工事、城下開発に卓越した手腕を見せた。この重信の工事により、領内では水害がなくなり、収穫も潤ったという。それ以来伊予川は「重信川」と呼ばれ、国内でも珍しい個人の業績を名に残す川となった。
その後も松山城の城郭や堀割などの構築に尽力し、伊予松山藩の初期土木行政に活躍したが、寛永2年（1625年）に松山城の完成を待たず死去した。生前望んだ松山城下を見渡せる愛媛県松山市の山越来迎寺に葬られた。
大正8年（1919年）、正五位を追贈された。